# Trêve de Malestroit
Esplechin (1340) Calais (1347)
La trêve de Malestroit est signée le 19 janvier 1343 entre Édouard III d'Angleterre et Philippe VI de France, en la chapelle de la Madeleine pour tenter d'interrompre la Guerre de Succession de Bretagne. Après la signature de cette trêve le souverain anglais et ses troupes quittèrent la Bretagne pour l'Angleterre.
Cette trêve est signée à l'incitation de deux légats envoyés par le pape Clément VI : les plénipotentiaires des deux souverains jurèrent sur l'Évangile qu'ils respecteraient une trêve de trois années ; mais le prétendant breton au trône ducal Charles de Blois reprit rapidement les hostilités contre Jeanne de Flandre dont le mari Jean de Montfort est alors emprisonné au Louvre par le roi Philippe VI. 
Prévue jusqu'au 29 septembre la trêve est de courte durée : dès le début du mois de février Édouard III ordonne de préparer l'embarquement d'un corps d'armée à Portsmouth. C'est le roi de France Philippe VI qui met fin à la trêve en faisant exécuter sans jugement et au mépris des termes de l'accord à Paris le 2 août Olivier IV de Clisson puis le 29 novembre quatorze seigneurs bretons dont les sires d'Avaugour et de Laval, Geoffroi de Malestroit, Jean de Montauban, Alain de Quédillac, Denis du Plessis, Guillaume II des Brieux, ses frères Jean et Olivier, et d'autres… (« Ils furent traînés tout nus aux halles, décapités et livrés aux outrages de la populace »). Tous étaient partisans de Jean de Montfort. 
Les hostilités reprennent toutefois officiellement en 1345 pour se poursuivre jusqu'en 1362.